# Marmor Parium

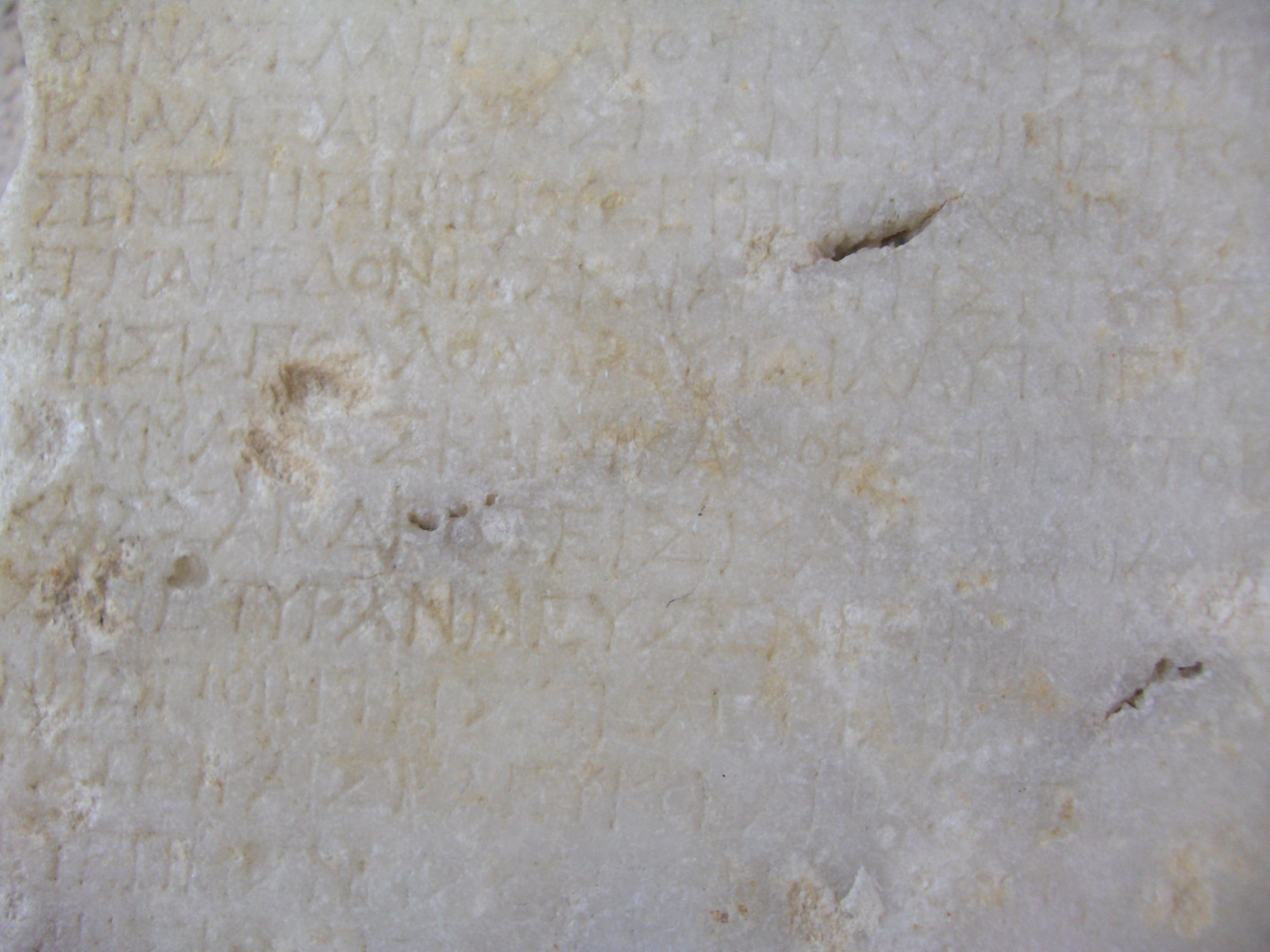
Detail van de kortere fragmentarische basis van de stele, gevonden in 1897, dat zich in een museum op Paros bevindt. Het bevat aantekeningen voor de jaren 336-299 v.Chr.

Het Marmor Parium ("Parische Marmer"; ook wel Chronicon Parium ("Parische Kroniek"), Chronicon Arundelium of Chronicon Oxoniense genoemd) is een in 1627 op Paros gevonden  marmeren plaat met 93 regels historische en letterkundige aantekeningen.
Zij werd aangekocht door lord Thomas Howard van Arundell. In 1627 kwam het Marmor Parium in Londen aan en werd er een afschrift van gemaakt. Het bovenste gedeelte van de plaat zou echter verloren gaan. Het overgebleven stuk werd door Thomas Howard zijn kleinzoon Henry Howard in 1667, samen met een heel aantal andere inscripties, aan de universiteit van Oxford ten geschenke gegeven, waar zij momenteel in het Ashmolean Museum wordt bewaard.
In 1897 werd de kortere fragmentarische basis van de stele, waarop deze kroniek was geschreven, teruggevonden. Deze bevindt zich nu in een museum op Paros. Het bevat aantekeningen voor de jaren 336-299 v.Chr.

## Referentie
- art. Parus, in J.G. Schlimmer - Z.C. de Boer, Woordenboek der Grieksche en Romeinsche Oudheid, Haarlem, 1920, p. 460.